# 四方町
四方町（よかたまち）は、かつて富山県婦負郡にあった町。
現在は、富山市の一部。

## 地理
古くから栄えてきた港町であり、北側は富山湾に面する。

## 歴史
- 1889年（明治22年）4月1日 - 町村制の施行により、婦負郡四方町、西岩瀬町、北窪村及び四方新村の区域をもって、婦負郡四方町が発足する。当時の戸数は1,150戸、人口5,012人（男性2,471人、女性2,541人）[2]。
- 1908年（明治41年）5月25日 - 町会において、町役場の庁舎を新築するため、大字四方中坪の地（旧恵比須宮跡）の敷地を借り上げる決議を可決[2]。
- 1910年（明治43年） - 同地において2階建て69坪の庁舎を建築し、階下に事務所、階上を議会室に充当[2]。
- 1913年（大正2年）
  - 3月3日 - 各大字、何町村と称してきたのを、大字、村の3字を削除[3]。
  - 9月11日 - 徽章制定規程を設け、町旗、町燈、その他表彰により授与する賞状等に使用する町章を制定[3]。
- 1944年（昭和19年）2月 - 西岩瀬の旧永守銀行の建物を買い受けて、同地に町役場を移転[2]。
- 1954年（昭和29年）3月30日 - 婦負郡四方町、倉垣村及び八幡村が合併して、婦負郡和合町が発足する。和合町役場が旧八幡村役場に設置されたため（後に旧四方町西岩瀬に移転[4]）、旧四方町役場は1957年（昭和32年）4月に廃止されるまで、和合町役場の支所として使用されていた[2]。

## 歴代町長
出典→
1. 栂野安親
2. 永守伊八郎
3. 中山和七郎
4. 中島常信
5. 井本三信
6. 西村久太郎
7. 松下義男
8. 本郷清定
9. 矢後藤次郎
10. 井本三信
11. 国井俊彰
12. 増山政次郎
13. 竹脇乙吉
14. 木谷菊太郎
15. 栂野安房
16. 永守作郎
17. 栂野吾一
18. 七間与三郎
19. 森善三
20. 高橋源重
21. 井本政信
22. 高橋源重（和合町初代町長）